# 絨鱗寬箬鰨
絨鱗寬箬鰨為輻鰭魚綱鰈形目鰨亞目鰨科的其中一種，為熱帶魚類，分布於新幾內亞中部及南部淡水流域，體長可達10.5公分，棲息在水質混濁的河川及洄水區底層水域，生活習性不明。